# Белоспинный лори
Белоспинный лори (лат. Pseudeos fuscata) — вид птиц из семейства Psittaculidae.

## Внешний вид
Окраска оперения коричнево-оливковая. Нижняя часть спины и подхвостье желтовато-белого цвета. Брюшко и бёдра красные, вокруг шеи и груди имеются полоски жёлто-оранжевого цвета (полоска, идущая по груди, чаще бывает более тёмной окраски). Клюв оранжево-красный. Радужка красно-коричневая. По окраске самцы и самки не отличаются друг от друга. Голова у самцов крупнее и они больших размеров.

## Распространение
Обитают на острове Новая Гвинея и близлежащих небольших островах.

## Места обитания
Населяют субтропические и тропические влажные леса и мангровые заросли.